# Circé
Pour les articles homonymes, voir Circé (homonymie).
Dans la mythologie grecque, Circé (en grec ancien Κίρκη / Kírkê, « oiseau de proie ») est une très puissante magicienne aussi qualifiée par Homère de πολυφάρμακος / polyphármakos, c'est-à-dire « particulièrement experte en de multiples drogues ou poisons, propres à opérer des métamorphoses ». Elle est décrite par les auteurs antiques comme une déesse (Homère, Virgile), mais a ensuite été estampillée comme une sorcière ou enchanteresse.

## Mythes

### Mythe grec

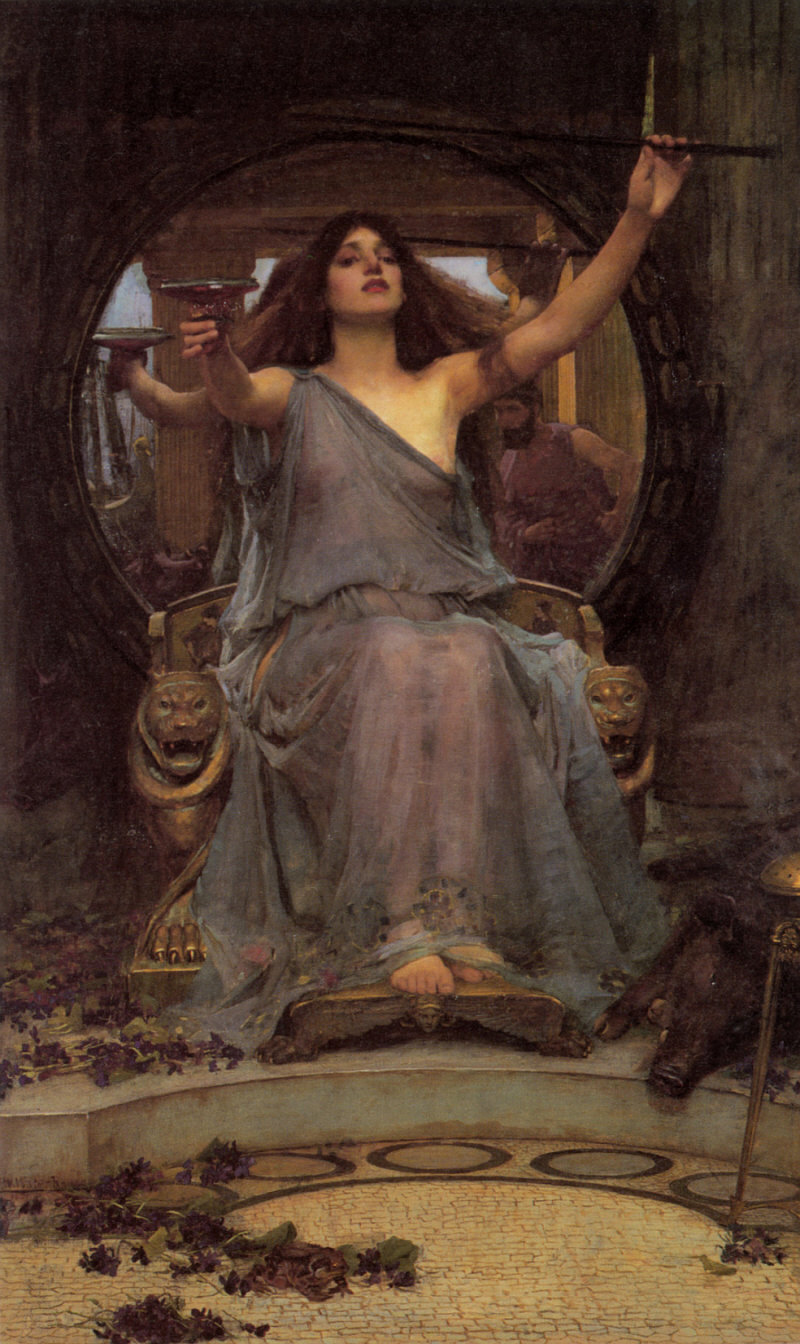
Circé offrant la coupe de drogue à Ulysse, par John William Waterhouse.

Circé est la fille d’Hélios (le Soleil) et de l’Océanide Perséis, sœur d’Éétès, de Persès et de Pasiphaé.
Homère, Hésiode, Virgile et Ovide la considèrent, de par sa naissance, comme une déesse à part entière, ce qui ne semble pas avoir été le cas du reste de sa parentèle. Cicéron s'interroge sur son caractère humain ou divin dans deux de ses ouvrages: au livre III du De natura deorum et au livre I du De officiis.
Elle apparaît principalement au chant X de l’Odyssée : elle habite dans l’île d’Ééa, dans un palais situé au milieu d’une clairière, entouré de loups et de lions, autrefois des hommes qu'elle a ensorcelés. C’est là qu’elle a autrefois, si l'on en croit les récits argonautiques, recueilli et purifié Jason et Médée (sa nièce, fille d’Éétès) après le meurtre d’Absyrtos.

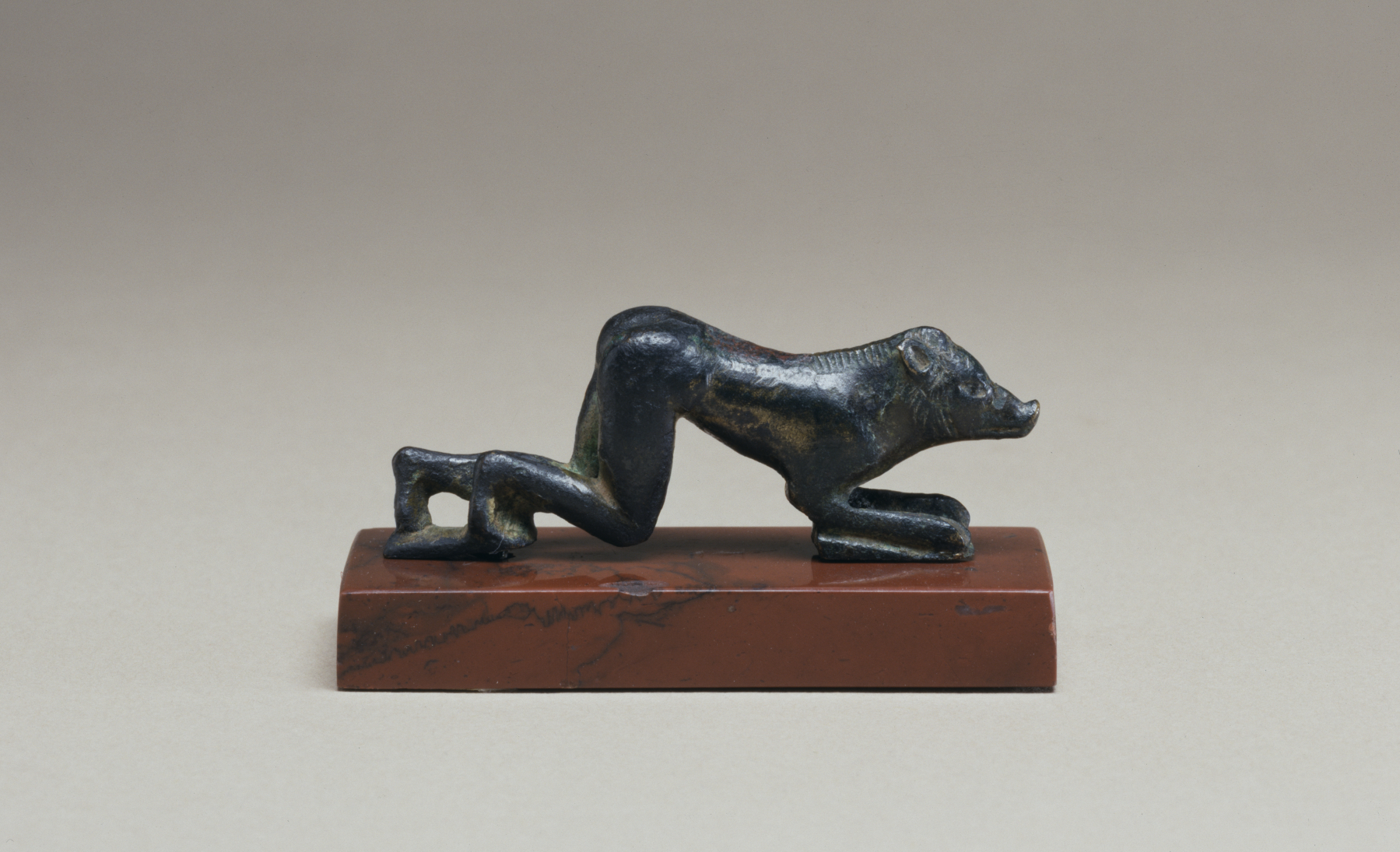
Un des compagnons d'Ulysse changé en pourceau, bronze grec du Ve siècle av. J.-C., Walters Art Museum.

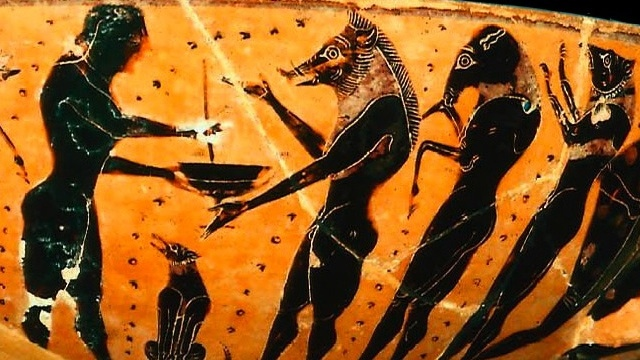
Ulysse distribuant l'antidote à ses hommes changés en animaux, détail d'une coupe, vers 560-550 av. J.-C.

Quand Ulysse et ses compagnons abordent l’île, vingt-deux d’entre eux, menés par Euryloque, se laissent attirer jusqu’au palais par une voix harmonieuse. La magicienne les accueille et leur offre un cycéon, breuvage composé de gruau d’orge, de miel vert, de fromage et de vin de Pramnos auquel elle ajoute un poison. Dès qu’ils ont bu, elle récite une incantation qui les transforme en porcs. Euryloque, resté dehors, court avertir Ulysse, qui part à la recherche de Circé la magicienne. Le dieu Hermès lui apparaît alors sous la forme d’un beau jeune homme tenant un roseau d’or. Le dieu Hermès à la baguette d’or lui remet l’herbe « moly » (μῶλυ / mỗlu) et lui donne des instructions pour triompher de Circé. Quand il arrive chez la magicienne, celle-ci lui offre le cycéon, mais elle échoue à le transformer. Ulysse tire son épée ; apeurée, Circé lui offre de partager son lit. Là encore, Ulysse, suivant les recommandations d’Hermès, demande à la magicienne de jurer par « le grand serment des dieux » qu’elle ne cherchera plus à lui faire de mal. Cela fait, Ulysse et Circé s’unissent, puis elle rend aux compagnons leur apparence humaine. Un an s'écoule. Elle aide enfin le héros et son équipage à préparer leur départ, en leur conseillant d'aller consulter le devin Tirésias aux Enfers.
De ses amours avec Ulysse, elle aurait conçu plusieurs enfants (leur nombre et leur nom divergent beaucoup selon les traditions) : Télégonos, Latinos, Agrios, Cassiphoné, Nausinoos, Nausithoos, etc. On prête en outre à Circé bon nombre d’enfants nés de liaisons avec plusieurs Olympiens. Ainsi, dans les Dionysiaques, Nonnos de Panopolis lui attribue-t-il la maternité de Phaunos, l’équivalent du Faunus latin, issu de ses amours avec Poséidon.
Dans la Télégonie, après le meurtre d'Ulysse, Télégonos part avec Télémaque et Pénélope sur l'île de Circé, qui le purifie. Celle-ci épouse Télémaque, tandis que Télégonos et Pénélope s'unissent.

### Mythe romain
Le logographe grec Denys de Milet fait de Circé la fille d’Éétès et d’Hécate, déesse lunaire de la sorcellerie qui préside aux incantations. Toujours selon lui, elle épouse le roi des Sarmates, qu’elle empoisonne. Chassée une première fois par ses sujets, elle fuit sur une île déserte, ou selon d’autres, vers l’Italie où elle fonde Circaeum, aujourd'hui Monte Circeo, dans le Latium. C'est ainsi que les auteurs romains la relient à leur propre mythologie. Chez Ovide, elle se distingue alors par de nombreuses actions malfaisantes, transformant par exemple Scylla en monstre marin par jalousie, et le roi Picus en pivert.

### Après l'Antiquité
Au Moyen Âge on la retrouve dans les légendes populaires d’Italie, mêlée à la figure d’Hérodiade sous le nom d’Aradia, fille de Diane et de Lucifer.
Le Liber monstrorum de diversis generibus, catalogue de peuples et créatures légendaires anonyme du VIIIe siècle, parle de créatures habitant son pays :
« On dit aussi dans les livres qu'il y avait aux confins du pays Circéen d'innombrables monstres, des lions et des ours, des sangliers et des loups, qui, tout en gardant le reste de leur corps comme des bêtes sauvages, avaient des visages humains. »

## Interprétations

### Le poison de Circé et son antidote

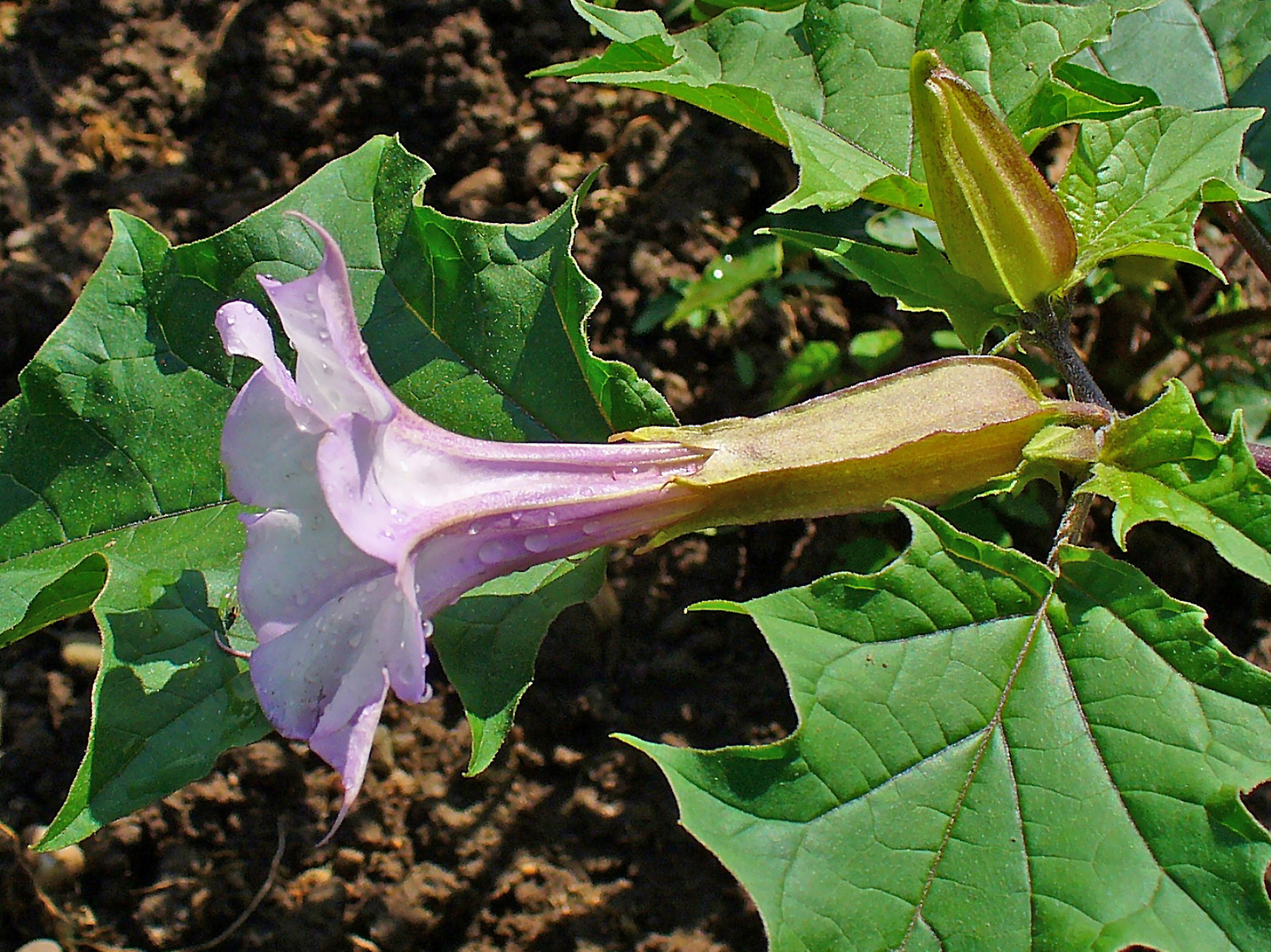
Datura stramonium.

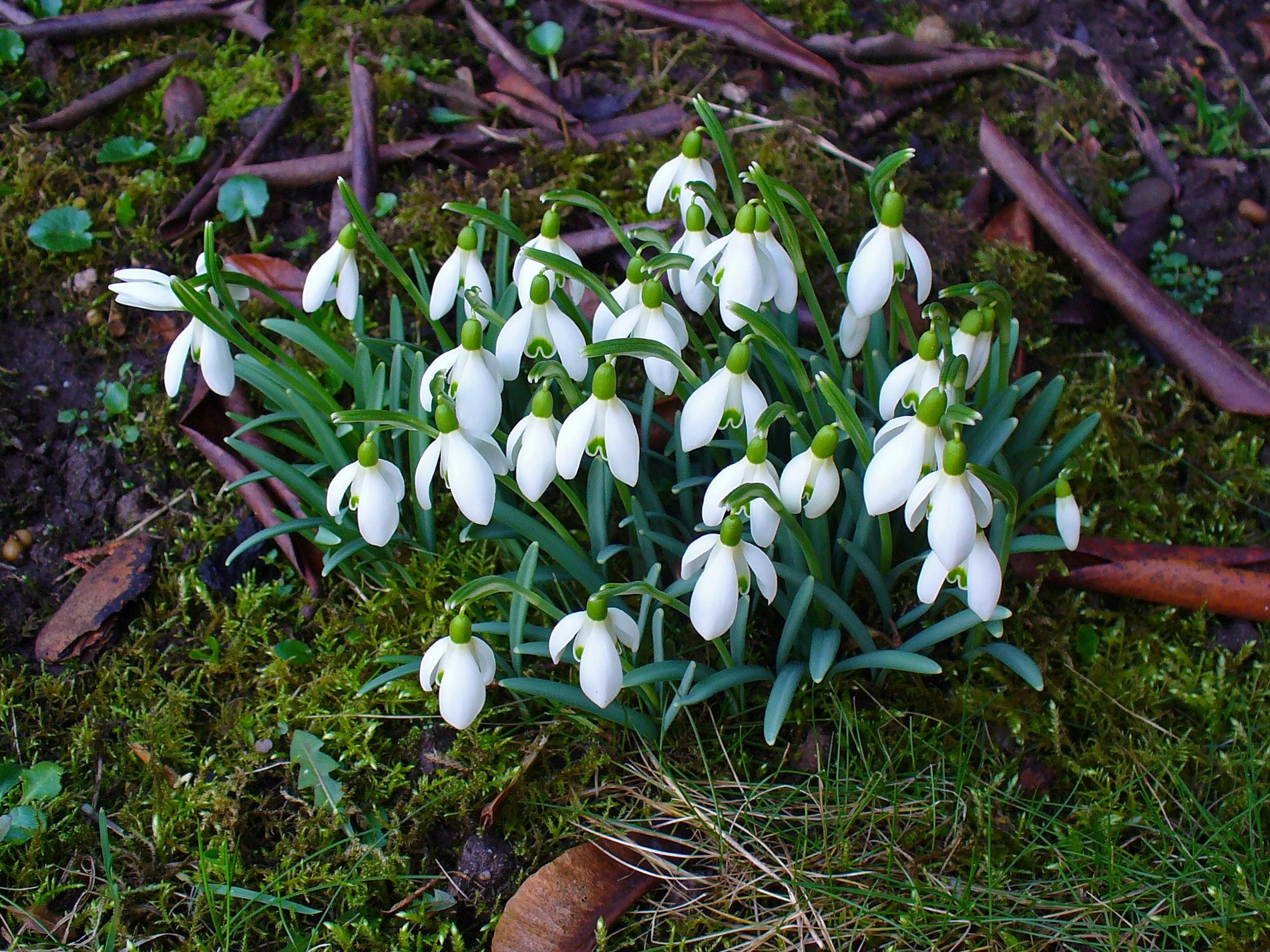
Galanthus nivalis.

D’après Dion de Pruse dans le VIIIe Discours, le poison de Circé n'est autre que le plaisir, délétère, corrupteur des sens, qui ramène l’homme à l'état de bête sauvage, prenant le loup et le porc à titre d’exemples.
Le pays des Tyrrhéniens était réputé de longue date pour les plantes médicinales dont il abondait. Ainsi s'expliquent les nombreuses allusions aux diverses drogues de Circé et à leurs funestes effets psycho-somatiques : ivresse, perte de mémoire, délire et chute dans un profond sommeil. De tels effets peuvent provenir, selon les spécialistes de la pharmacologie moderne, de la stramoine, Datura stramonium, dont le principe actif, l'atropine, se retrouve aussi dans la belladone et dans la jusquiame.
Le contre-philtre, fourni à Ulysse par le dieu polypharmacien qu'est Hermès, et qui a pour nom moly, a été identifié, selon les études pharmacologiques les plus récentes, comme étant le perce-neige, Galanthus nivalis, dont le principe actif, la galanthamine, contrecarre l'action de l'atropine.

## Postérité du personnage

### Arts plastiques

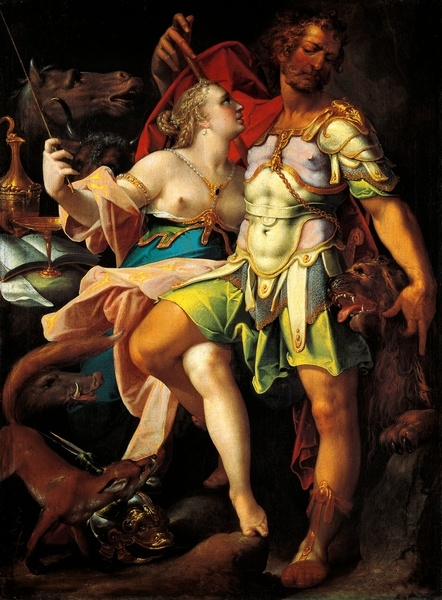
Bartholomeus Spranger, Ulysse et Circé (1580-85).
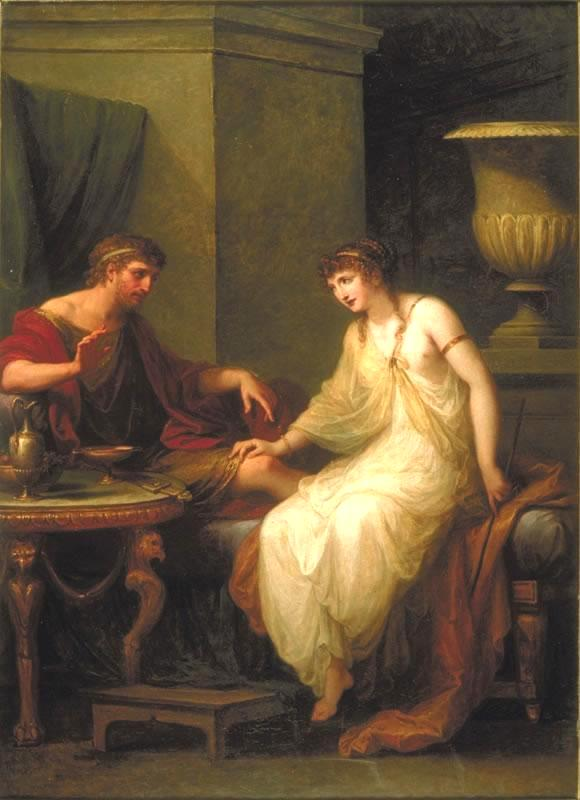
Angelica Kauffmann, Circé faisant des avances à Ulysse (1786).
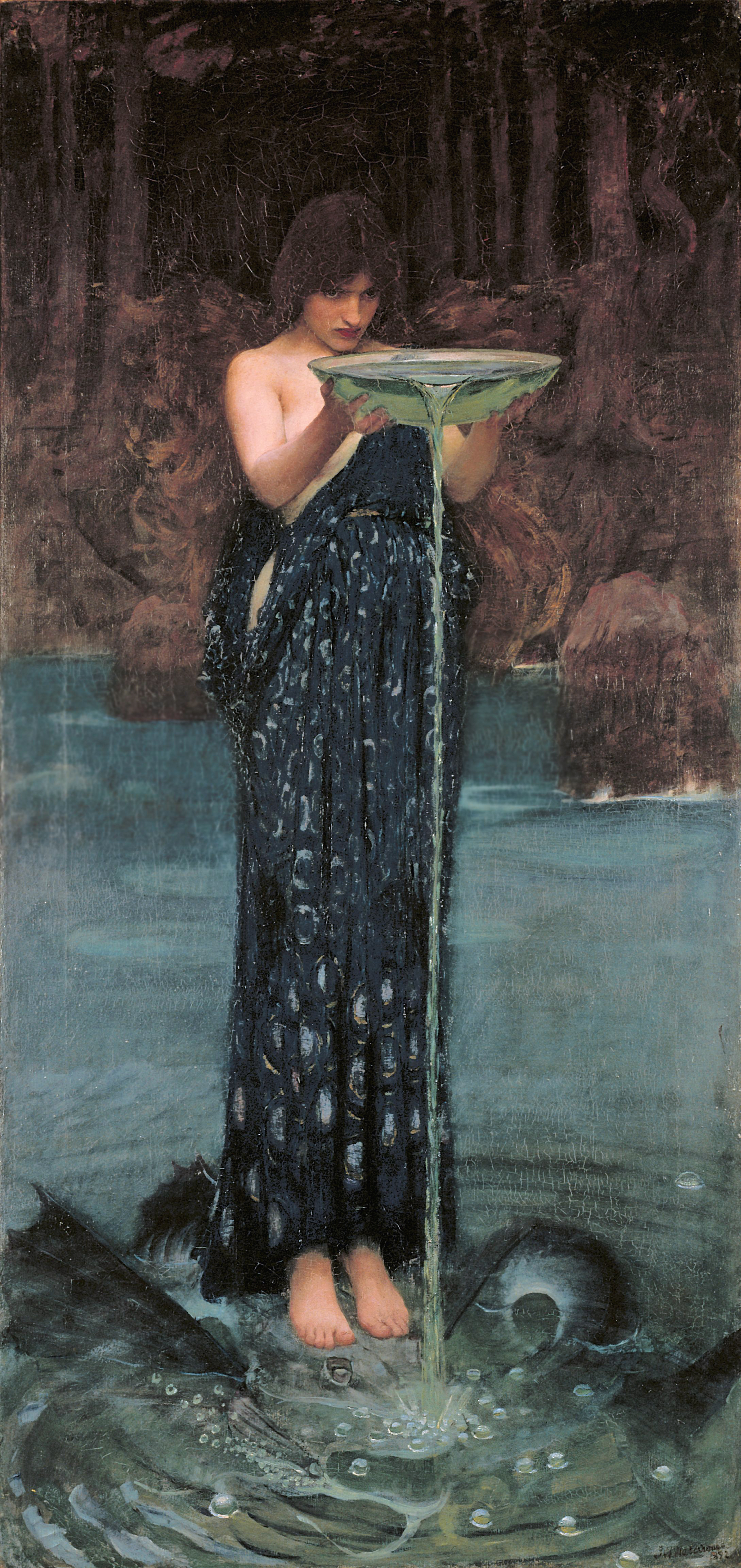
Circe invidiosa (1892), John William Waterhouse.
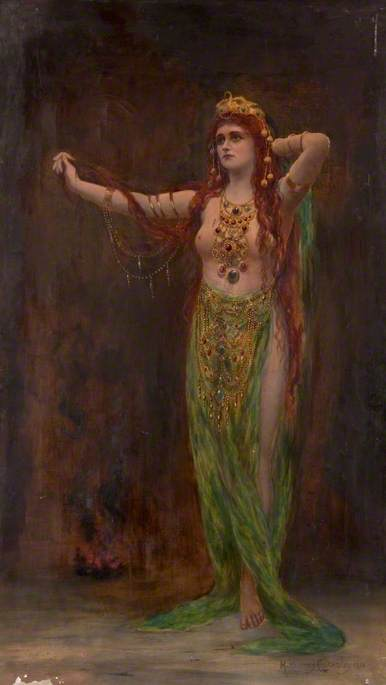
Circe Resplendens (1913), Margaret Murray Cookesley.

- Melissa (ou Circé), Dosso Dossi, v. 1520, huile sur toile, 176 × 174 cm, Rome, Galerie Borghèse
- Circé et ses amoureux dans un paysage, Dosso Dossi, v. 1525, huile sur toile, 100,8 × 136 cm, Washington (district de Columbia), National Gallery of Art

### Théâtre
- Circé, tragédie de Thomas Corneille, 1675. L'auteur s'y inspire du livre XIV des Métamorphoses d'Ovide.
- Les Charmes de la faute, drame religieux de Pedro Calderón de la Barca, sans date.

### Musique
- Circé H.496, musique de scène pour solistes, chœur, cordes et basse continue, (pour la tragédie de Thomas Corneille), de Marc-Antoine Charpentier (1675)
- Circé, tragédie lyrique en 1 prologue et 5 actes, livret de Louise-Geneviève Gillot de Saintonge, de Henry Desmarest (1694)

- Circé, musique de scène pour la tragédie de Thomas Corneille de Jean-Claude Gillier (1705)
- Circé, cantate de Luigi Cherubini (1789)
- Circé, opéra en 3 actes de Théodore Dubois (1896)
- Le sort de Circé, titre de l'album Mutatis Mutandis de Juliette (2005)
- Circe Poisoning the Sea, titre de l'album Écailles de Lune (en) d'Alcest (2010)
- The Circe Saga, album de Jorge Rivera-Herrans (2024)

- e Jean de la Fontaine.
- La Circé (La Circe), poème de Felix Lope de Vega.
- Le dernier voyage, in Poèmes conviviaux, de Giovanni Pascoli, 1904. Ulysse devenu vieux et près de mourir retourne chez Circé pour la revoir, mais en vain[21].
- Circé. Poèmes d'argile, de Margaret Atwood imagine l'histoire de Circé par elle-même plutôt que du point de vue d'Ulysse[22].

### Roman et Nouvelles
- Elpénor, de Jean Giraudoux, 1919, réécriture humoristique de l'épisode homérique.
- Ulysse, de James Joyce, 1922, chapitre XV.
- Naissance de l'Odyssée, de Jean Giono, 1930, où l'auteur désacralise les héros d'Homère, y compris Circé, qui n'y utilise plus que des charmes de femme.
- Paix à Ithaque!, de Sándor Márai, 1952, qui raconte, entre autres, la mort d'Ulysse, tué par le fils qu'il eu avec Circé, Télégonos.
- Petite Circé, 1966, nouvelle de Dino Buzzati où une enchanteresse moderne transforme son amant en chien.
- Circé, de Madeline Miller, 2018, récit modernisé de l’histoire de Circé.
- « Circé », Julio Cortázar, 1951, nouvelle publiée dans le recueil Bestiaire.
- « L’Oiseau de proie », de Salomé Frisch, 2021, nouvelle récompensée par le Prix de l’afpeah
- « Fabula veneficae Circes », de Yann Sandona, 2021, nouvelle récompensée par le Prix de l’afpeah
- 《Witch and God tome 2: L'enlèvement de Circé》, de Liv Stone.

### Philosophie
- Que les bêtes ont l'usage de la raison, dans Œuvres morales, de Plutarque, où les animaux métamorphosés par Circé y refusent de reprendre forme humaine.
- La Circé, de Giambattista Gelli, 1549, qui imite le dialogue de Plutarque.
- Ulysse et Grillus (sixième dialogue), dans Dialogues des morts, de Fénelon, 1712.

### Bandes dessinées
- L'île du mythe dans Voyages de rêves, de Vittorio Giardino, Casterman, collection Un Monde, 2003. Prépublication sur commande dans le supplément Voyages et vacances du quotidien italien L'Espresso. Vittorio Giardino y raconte l'aventure d'un couple de vacanciers sur une île grecque. Ils rencontrent par hasard une belle Kirki Kalliplokamos (« Circé aux belles boucles » ainsi qu'Homère la nomme[23]), laquelle vit à l'antique, isolée et entourée de restes archéologiques et d'animaux. Elle leur offre l'hospitalité. Pendant la nuit, l'homme rêve qu'il se transforme en porc.
- Polaris ou la nuit de Circé, de Fabien Vehlmann et Gwen de Bonneval, Delcourt, 2018.
- Richard Marazano (scénario) et Gabriel Delmas (dessin), Circé la magicienne, Dargaud, 2021 (ISBN 9782205082883)
- Dans les comics DC, Circé (en) est la némésis de Wonder Woman, reprenant la même origine que dans la mythologie grecque.
- Dans les comics Marvel, Circé est membre des Éternels.

### Cinéma
- Dans La Dame de Shanghai d'Orson Welles, l'avocat Bannister navigue sur le voilier Circé.

- Dans The Eternals de Chloé Zhao, Circé est interprétée par Gemma Chan.

### Télévision
- L'épisode 16 d'Ulysse 31 (Circé la magicienne) est consacré à Circé.
- L'épisode 42 de La petite Olympe et les dieux (Glaucos et Scylla) reprend le mythe de Scylla dans lequel Circé transforme Scylla (appelée Camille) en monstre marin.
- Circé est une des antagonistes de la série Creature Commandos, interprétée par Anya Chalotra.
- Une série de 8 épisodes, adaptée de l’œuvre éponyme de Madeline Miller, est en production pour la chaîne HBO Max.

### Botanique
La circée de Paris ( Circaea lutetiana ) est une plante herbacée et vivace. Elle est connue sous son nom populaire d’« herbe des sorcières » ou d’« herbe enchanteresse ». Bien que non toxique, la tradition populaire lui prête des pouvoirs maléfiques.

## Sources
- Pseudo-Apollodore, Bibliothèque [détail des éditions] [lire en ligne] (I, 9, 1 ; II, 8, 3), Épitome [détail des éditions] [lire en ligne] (VII, 14-17).
- Cicéron, De natura deorum [détail des éditions] [lire en ligne].
- Euripide, Les Troyennes [détail des éditions] [lire en ligne] (v. 437-438).
- Hésiode, Théogonie [détail des éditions] [lire en ligne] (v. 951 et 1007).
- Homère, Odyssée [détail des éditions] [lire en ligne] (X).
- Nonnos de Panopolis, Dionysiaques [détail des éditions] [lire en ligne] (XIII, XXII, XXXVII).
- Ovide, Métamorphoses [détail des éditions] [lire en ligne] (IV, XIII, XIV).
- Pausanias, Description de la Grèce [détail des éditions] [lire en ligne] (V, 19, 7).